# Kalveboderne
Kalveboderne är en vik i Danmark. Den ligger i den östra delen av landet. Farleden i östra delen av viken kallas för Kalvebodløbet. Viken har i syd anslut till Køge Bugt.
Här sjönk lokomotivångaren Svanen 20 maj 1942, sannolikt till följd av att hon gick på en mina, och två man omkom vid förlisningen.